# Wolfgang Hohensee
Wolfgang Hohensee (* 3. Januar 1927 in Berlin; † 25. März 2018 ebenda) war ein deutscher Komponist.

## Leben

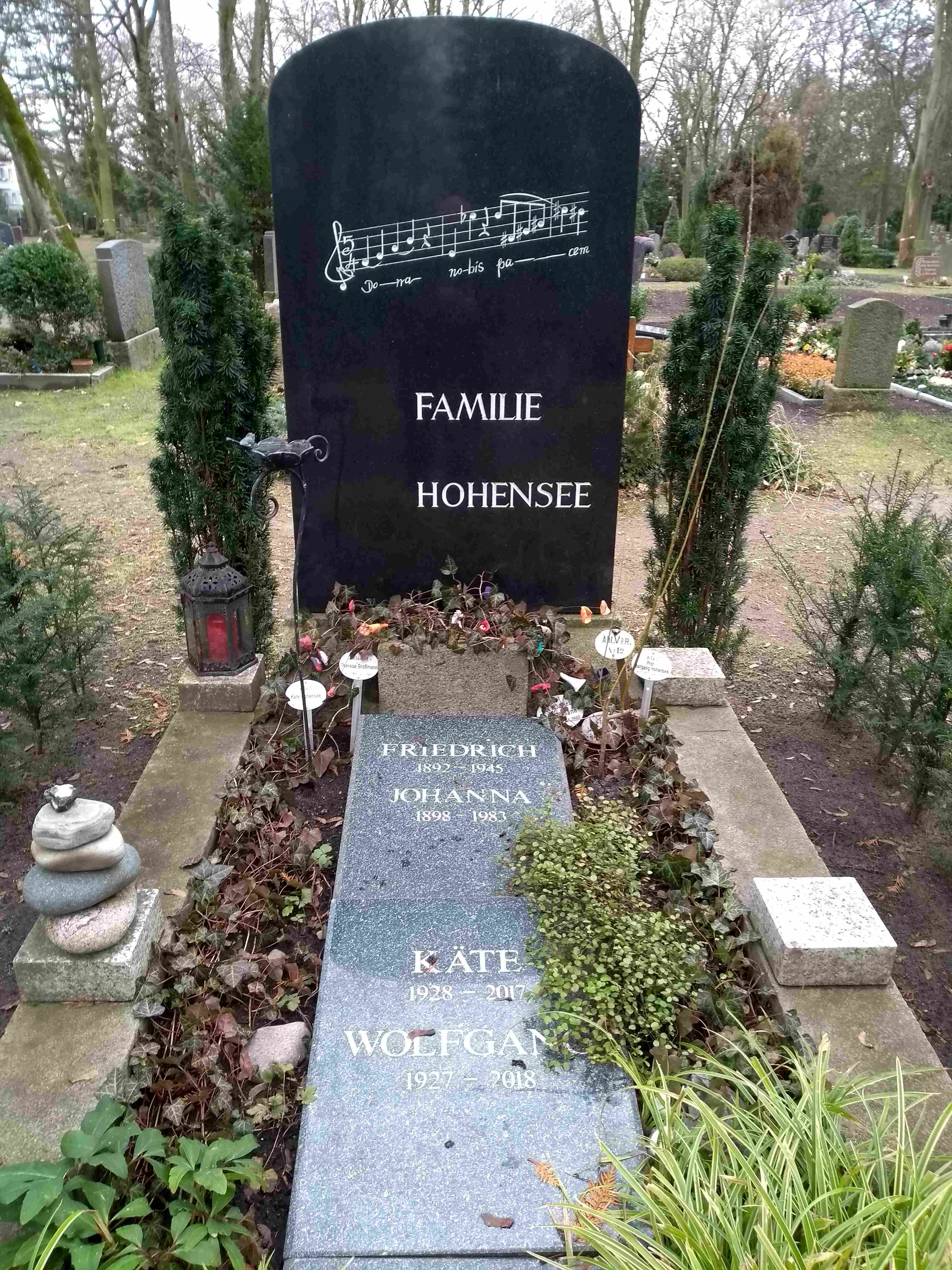
Grabstätte

Hohensee studierte von 1945 bis 1949 an der Hochschule für Musik in Berlin-Charlottenburg Schulmusik, danach Komposition bei Paul Höffer und Konrad Friedrich Noetel. Anschließend begann er ein Studium der Musikwissenschaft in Berlin bei Walther Vetter, Ernst Hermann Meyer und Hans-Heinz Dräger und in Heidelberg bei Thrasybulos Georgiades. Von 1949 bis 1951 besuchte er an der Akademie der Künste in Berlin die Meisterklassen für Komposition von Hanns Eisler und Leo Spies. Nach einer kurzen Tätigkeit beim Rundfunk der DDR wirkte Hohensee von 1951 bis 1957 als Dirigent, Chorleiter und Musikdramaturg unter anderem am Deutschen Nationaltheater Weimar. Seit 1955 unterrichtete er an der Hochschule für Musik „Hanns Eisler“ Berlin, ab 1962 als Dozent für Tonsatz, ab 1969 als Professor für Komposition. Hohensee erhielt den Kunstpreis der DDR (1962 und 1970) sowie des FDGB (1970) und den Vaterländischen Verdienstorden in Bronze. Er engagierte sich im Verband der Komponisten und Musikwissenschaftler der DDR (VKM). Er war ab 1957 Mitglied in dessen Zentralvorstand und von 1978 bis 1982 Leiter der Rechts- und Berufskommission des VKM. Hohensee lebte zuletzt in Berlin, wo er auch verstarb. Sein Grab befindet sich auf dem Karlshorster und Neuen Friedrichsfelder Friedhof.

## Tonsprache
Hohensee bemühte sich, in seinen Kompositionen einen Kompromiss aus Verständlichkeit, Bezug zum Publikum und Kunstfertigkeit zu finden. Neue Kompositionstechniken stehen neben Vertrautem. Besonders in seinen frühen Werken griff er auf tonale Bindungen zurück, setzte aber auch Dodekaphonie und Aleatorik ein. Daher zeichnet sein Schaffen eine recht große stilistische Vielfalt aus. So experimentierte er bereits Anfang der 1950er Jahre in seiner Klaviersonatine mit Zwölftontechnik, während ein mehr als zehn Jahre später entstandenes Werk wie das Konzertstück für Klavier und Orchester wesentlich traditioneller (und insbesondere gänzlich tonal) gehalten ist. Oft ist auch ein neoklassizistischer Tonfall zu vernehmen. Hohensee schrieb viele Werke, bei deren Schwierigkeitsgrad er auf die Möglichkeiten von nichtprofessionellem Musizieren Rücksicht nahm. Ein besonderer Schwerpunkt seines Schaffens lag auf der Filmmusik.

## Werke

### Orchesterwerke
- Sinfonie in G (1949)
- Sinfonietta (1951)
- Konzertante Ouvertüre für Flöte, Oboe, Klarinette, Horn und Fagott mit Streichorchester und Pauken (1961)
- Tre bozze musicali für variables Orchester (1964)
- Miniaturen für Streicher (1973?)
- Klavierkonzert Fis-Dur (1950)
- Konzertstück für Klavier und Orchester (1962)
- Konzertantes Poem für zwei Klaviere und Orchester zum 20. Jahrestag der SED (1966)
- Musik für Klavier, Schlagzeug und Kammerorchester (1975)
- Musik zu etwa 600 Filmen (u. a. Hier bin ich Mensch, Filmsinfonie, 1969)
- Schauspiel- und Hörspielmusik

### Bühnenwerke
- Der große Bauernkrieg, Oper
- Die Trommlerin, Ballett (1954)
- Nach dem Sturm, Ballett (1956)
- König Drosselbart, Ballett (1959)
- Sklaven (auch Das Fanal), Ballett (1960)

### Theatermusik
- 1956: Jean-Paul Sartre: Nekrassow – Regie: Fritz Wisten (Volksbühne Berlin)
- 1961: Euripides: Die Troerinnen – Regie: Fritz Wisten (Volksbühne Berlin)

## Filmmusik
- 1960: Daß ein gutes Deutschland blühe
- 1961: Die seltsame Historia von den Schiltbürgern
- 1962: Mord ohne Sühne

### Vokalmusik
- Der Schäfer vom Hohen Venn, Kantate für Soli, Chor und Orchester (1962)
- Die Stadt, Kantate nach Günther Deicke für gemischten Chor und kleines Orchester (publ. 1973)
- Volksliedbearbeitungen

### Kammer- und Klaviermusik
- Ricerca oder Anatomie eines musikalischen Gedankens von Friedrich Kuhlau für Kammerensemble (1986)
- Bläserquintette (Nr. 1 in D, vor 1964; Nr. 2 1972)
- Streichquartett (vor 1963)
- Serenata für Klavier, Oboe, Klarinette und Fagott (vor 1963)
- Trio für Klavier, Violoncello und Klarinette (vor 1964)
- Sonatina für Trompete und Klavier (publ. 1975)
- Klaviersonate
- Sonatine für Klavier (1949)